# 趙藩
趙 藩（ちょう はん）は清末民初の政治家、詩人、能書家。字は樾村または介庵、号は蝯仙、晩号は石禅老人。ペー族（白族）出身。
1851年、雲南省剣川県向湖村に生まれる。幼い頃より父親から教育を受け、1875年に郷試に合格、挙人となる。官は川南道按察使に至った。18歳の時に杜文秀のパンゼーの乱鎮圧に参加したことがあったが、後に清朝の堕落と腐敗に絶望し、辛亥革命に参加した。1913年に衆議員に選ばれたが、時事を風刺する詩を作ったため、袁世凱に逮捕されそうになった。雲南省に難を避けて、門下生であった蔡鍔の第三革命に参加した。1917年、雲貴総督唐継尭の勢力を代表して広州に赴き、孫文の軍政府の交通部長となった。1920年に辞職して雲南省に戻り、雲南省図書館館長となった。晩年は『雲南叢書』の編纂など、文化事業に尽力した。
著作には、詩文集として『向湖村舎詩初集』『向湖村舎詩二集』『向湖村舎雑著』、楹聯集として『介庵楹句集鈔』『介庵楹句続編』『介庵楹句正続合鈔』がある。書にも造詣が深く、書法は顔真卿と銭灃の影響を受けている。